# Sanjaya Malakar
Sanjaya Joseph Malakar  (10 de setembro de 1989) é um cantor de fama através do programa American Idol dos Estados Unidos.